# 디아블로 II: 레저렉션
디아블로 II: 레저렉션(Diablo II: Resurrected)은 2021년 9월에 출시된 액션 롤플레잉 핵 앤 슬래시 비디오 게임으로, 블리자드 엔터테인먼트의 게임 디아블로 II를 리마스터링한 게임이다.

## 같이 보기
- 디아블로 II
- 디아블로 II: 파괴의 군주